# Nona Gaprindashvili
Nona Gaprindashvili (tiếng Gruzia: ნონა გაფრინდაშვილი; sinh 3 tháng 5 năm 1941) là một kỳ thủ cờ vua Gruzia, nhà vô địch nữ thứ sáu (1962–1978) và là kỳ thủ nữ đầu tiên đạt được danh hiệu đại kiện tướng. Bà là kỳ thủ nữ mạnh nhất trong thế hệ của mình.

## Sự nghiệp
Gaprindashvili sinh tại Zugdidi, Gruzia (thời điểm đó thuộc Liên Xô). Năm 1961, ở tuổi 20, Gaprindashvili vô địch Giải lựa chọn ứng viên nữ lần thứ tư, giành quyền vào thi đấu với nhà đương kim vô địch người Nga Elisabeth Bykova. Bà giành chiến thắng dễ dàng với tỉ số chung cuộc 9–2 (+7 =4), không thua ván nào. Sau đó bà đã bốn lần bảo vệ thành công ngôi vị vô địch thế giới: ba lần trước Alla Kushnir (1965: 10–6; 1969: 12–7; 1972: 12–11) và một lần trước đồng hương Gruzia Nana Alexandria (1975: 9–4). Năm 1978 bà mất ngôi nữ hoàng cờ sau khi thua một kỳ thủ trẻ khác mới 17 tuổi của Gruzia là Maia Chiburdanidze với tỉ số 6½–8½ (+2 −4 =9).
Gaprindashvili thi đấu cho Liên Xô tại các Olympiad cờ vua 1963, 1966, 1969, 1972, 1974, 1978, 1980, 1982, 1984, 1986, 1990 và cho Gruzia năm 1992. Bà là một trong những kỳ thủ đóng góp chính giúp đội tuyển Liên Xô thống trị các Olympiad cờ vua trong thập niên 1980. Bà giành được tổng cộng 25 huy chương, trong đó có 11 huy chương vàng đồng đội và 9 huy chương vàng cá nhân. Tại Olympiad Dubai 1986 bà toàn thắng cả 10 ván đấu.
Gaprindashvili từng năm lần vô địch Liên Xô các năm 1964, 1973, 1981, 1983 và 1985.
Trong sự nghiệp của mình Gaprindashvili có những thành công khi tham gia các giải đấu mở (với sự tham dự của các kỳ thủ nam). Bà vô địch giải Hastings hạng Challengers năm 1963/64 và đồng hạng nhất tại Giải cờ vua quốc tế Lone Pine năm 1977.
Năm 1978 Gaprindashvili là phụ nữ đầu tiên được phong danh hiệu đại kiện tướng. Bà đạt được danh hiệu này sau khi có được hai chuẩn đại kiện tướng với tổng cộng 23 ván đấu. Chuẩn thứ hai đạt được tại giải Lone Pine năm 1977 với tổng cộng 45 kỳ thủ tham dự, phần lớn là đại kiện tướng. Mặc dù danh hiệu đại kiện tướng thời điểm đó yêu cầu phải đạt được qua 24 ván đấu, sau khi có được chuẩn tại in Lone Pine, FIDE đã công nhận 23 ván đấu của bà tương đương với 24 ván theo quy định và trao cho bà danh hiệu đại kiện tướng, khiến bà trở thành phụ nữ đầu tiên có danh hiệu đại kiện tướng cờ vua.
Năm 1975 bà có một loại nước hoa mang tên mình.
Năm 1995 Gaprindashvili vô địch lão tướng thế giới nữ ở giải đầu tiên. Bà cũng vô địch các năm 2009, 2014, 2015 và 2016. Ba giải gần nhất ở hạng tuổi trên 65. Bà giành chức vô địch lão tướng châu Âu nữ các năm 2011 và 2015.
Năm 2005, ở tuổi 64, Gaprindashvili vô địch giải cờ vua BDO tổ chức ở Haarlem, Hà Lan với điểm số 6,5/10 và hiệu suất thi đấu 2510.
Gaprindashvili được tổng thống Gruzia Giorgi Margvelashvili trao tặng Huân chương Xuất sắc năm 2015 vì "những đóng góp vượt trội của bà cho đất nước và dân tộc" và "đại diện Gruzia ở tầm mức quốc tế"